# Lista de membros da Royal Society eleitos em 1683
Esta é uma lista de Membros da Royal Society eleitos em 1683.

## Fellows
- William Gould (1652 -1686)
- Allen Moulin (1653 -1690)
- Charles Willughby (m. 1694)
- Edward Haynes (1683 -1708)
- Arthur Bailey (m. 1712)
- Edward Wetenhall (1636 -1713)
- Nathaniel Vincent (m. 1722)